# Kagami Daira
Kagami Daira (japanisch 鏡平 ‚Spiegelfläche‘) ist ein Gletscherfeld aus blankem Eis im ostantarktischen Königin-Maud-Land. Es liegt im Zentrum der Belgica Mountains.
Japanische Wissenschaftler erstellten 1976 Luftaufnahmen und nahmen zwischen 1979 und 1980 Vermessungen vor. Sie benannten es 1981 deskriptiv.